# Онна-бугэйся

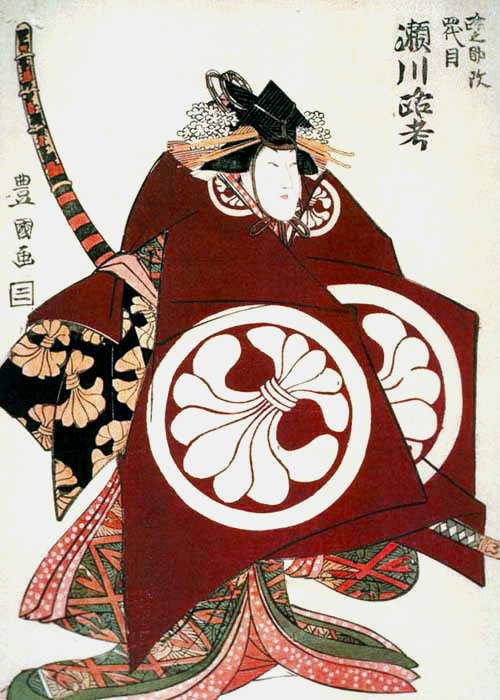
«Актёр кабуки в роли воительницы Томоэ Годзэн». Художник Утагава Тоёкуни, 1800 год.

Женщина-самурай, точнее онна-бугэйся (яп. 女武芸者) — женщина, принадлежащая к сословию самураев в феодальной Японии и обучившаяся навыкам владения оружием.

## Термин
Термин состоит из слов: онна (女) — «женщина» и бугэйся (武芸者) — «человек боевых искусств». Употребление выражения «женщина-самурай» является семантически неправильным, так как слово самурай (侍) используется только по отношению к мужчинам. Аналогичным образом, неправильно говорить онна-буси, так как входящий в состав слова буси (武士) иероглиф си (士) применяется в идиоматических выражениях в значениях «мужчина, муж» (сравните — 紳士 синси — джентльмен, 同士 доси — друг, 紳士服 синсифуку — мужская одежда).
Кроме того, к женщинам из сословия самураев может применяться термин букэ-но-онна (武家の女), означающий «женщина из класса букэ (буси)», но в отличие от «онна-бугэйся», он не означает, что женщина реально участвовала в битвах наравне с мужчинами, а лишь говорит о её происхождении и, возможно, о том, что она получила традиционный для женщины самурайского класса минимум знаний в рукопашной борьбе и фехтовании.

## Знаменитые онна-бугэйся
- Ходзё Масако (1156—1225), жена Минамото но Ёритомо, после смерти мужа ушла в монастырь и стала известна как «сёгун-монахиня»[2].
- Томоэ Годзэн (1157—1247), наложница главного героя «Хэйкэ Моногатари» Минамото но Ёсинаки[2]
- Хангаку Годзэн. Командовала 3000 воинов при обороне от 10-тысячной армии клана Ходзё. Но оборона была провалена — Хангаку ранили стрелой и захватили в плен. Её отвезли в Камакуру, где она была представлена сёгуну Минамото и встретилась с Асари Ёсито, который влюбился в Хангаку и добился разрешения сёгуна жениться на ней[3].
- Накано Такэко (1847—1868) — принимала участие в обороне замка Айдзу после падения сёгуната Токугава, погибла в бою[1].
- Ямакава Футаба (1844—1909)
- Ямамото Яэко (1845—1932)
- Уэно Цурухимэ (ум. 1577)
- Сасаки Руй — мастер кэн-дзюцу, известная тем, что вместо женской нагигаты, носила два меча как мужчины, и одевалась в хаори как мужчина, за что получила прозвище «Странно одетая женщина-мастер меча»

## Букэ-но-онна: навыки и требования

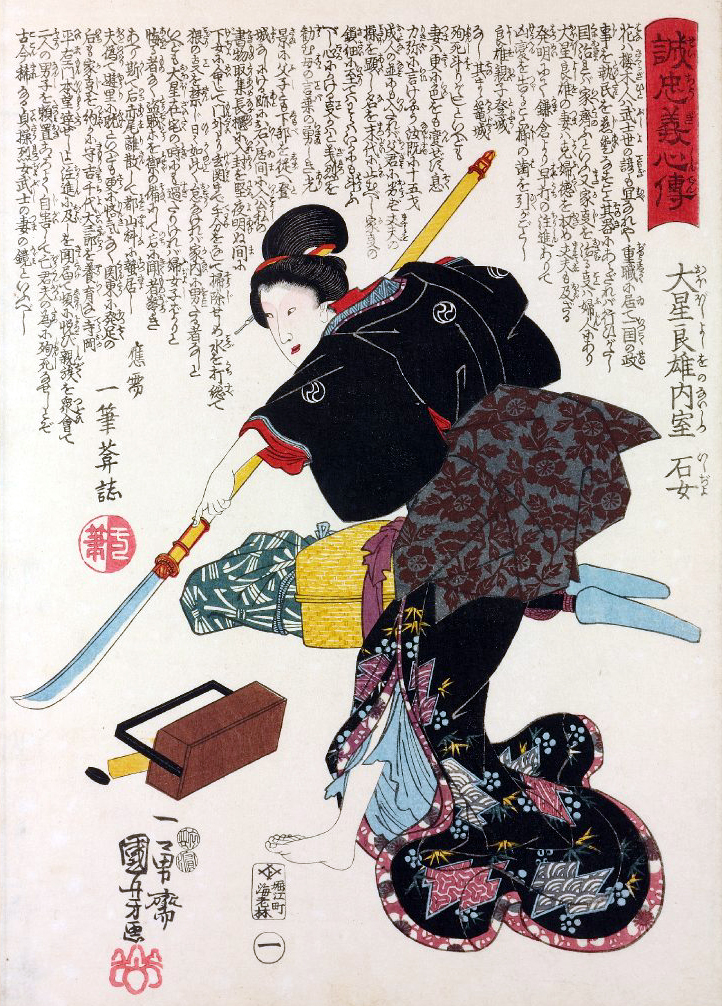
Утагава Куниёси, «Иси-ё, жена Обоси Ёсио» с нагинатой, 1848

От обычных представительниц сословия самураев не ожидали участия в сражениях, но, тем не менее, от женщины требовалось, чтобы они могли защитить себя и дом и обучить детей. По бусидо, первым долгом женщины-самурая считалось служение своему супругу. Кодекс бусидо восхвалял также женщин, «которые были способны подняться выше несовершенства и недостатков, свойственных их полу, и проявить героическую силу духа, которая могла бы быть достойной самых храбрых и благородных мужчин».
Из оружия женщин учили пользоваться главным образом нагинатой (искусство нагинатадзюцу), а также копьём яри, цепями и верёвками. Вместо катаны они имели танто. «Обычным для копья местом хранения было место над дверью в жилище, так как таким образом женщина получала возможность использовать его против атакующих врагов или любого незваного гостя, проникшего в дом. Также женщины с не меньшим мастерством умели обращаться с коротким кинжалом (кайкэн), который, подобно вакидзаси воинов-мужчин, всегда находился при ней — в рукаве или за поясом. Кайкэном можно наносить как молниеносные удары в ближнем бою, так и метать его со смертоносной скоростью». Этот нож вручался ей в день достижения девушкой-самураем совершеннолетия (в 12 лет) согласно ритуалу.
Также кайкэн был необходим в совершении ритуального самоубийства (женский вариант этого действа носит название дзигай и был распространён так же широко, как и сэппуку у мужчин). Причём, женщины не вспарывали свой живот подобно мужчинам, а перерезали себе горло. Ещё одним строгим правилом ритуала было обязательное связывание собственных лодыжек, дабы и после смерти выглядеть пристойно. Когда возникала реальная угроза попасть в плен к врагу, они не только решительно принимали смерть от рук родственников мужского пола или их командиров, но и сами убивали мужчин, если по какой-то причине они не могли или не желали совершить ритуальный акт и не щадили в такой ситуации ни себя, ни своих детей.
При необходимости самурайские женщины брали на себя обязанности по осуществлению мести, которая считалась единственно возможной реакцией (согласно японскому толкованию конфуцианства) на оскорбление или убийство господина. Даже в течение застойного периода сёгуната Токугава женщины строго соблюдали принцип безусловной преданности своему клану — порой даже строже, чем мужчины».
Подобное положение сохранялось в XI—XVII вв. В начале XIII века были приняты законы, которые дали женщинам равные права наследования с братьями и право завещать имущество. Однако к XVII веку уважение к женщинам в самурайских родах заметно уменьшилось. Их положение ухудшилось, из-за чего они превратились в пешек на матримониальном рынке. Тем не менее, стойкость духа и привычки к обучению в самурайских семьях сохранялись, о чём свидетельствуют записи о гражданской войне Босин, когда во время обороны хана Айдзу (1868 год) некоторые женщины потрясли соотечественников своими подвигами.

## В культуре
Онна-бугэйся часто появляются в исторических драмах дзидайгэки. Так, в телесериале «Кэнкаку Сёбай» появляется подобный персонаж по имени Сасаки Мифую, и один из ранних эпизодов сериала носит название «Онна-бугэйся».